# Hannes Raffaseder
Hannes Raffaseder (né le 15 janvier 1970 à Freistadt) est un compositeur et concepteur sonore autrichien.

## Biographie
Raffaseder étudie l'ingénierie des communications à l'université technique de Vienne et la musique informatique à l'académie de musique et des arts du spectacle de Vienne. Il suit des cours de composition, d'improvisation et de piano notamment auprès de Christoph Cech.
Il est co-organisateur du forum des compositeurs à Mittersill ein klang depuis 1999. Il développe le concept de la série de concerts grenzenLOS pour la Brucknerhaus de Linz au printemps 2002.
De 1998 à 2004, il occupe un poste d'enseignant à l'Université des sciences appliquées pour la technologie et le design des médias à Hagenberg.
De 2000 à 2001, Raffaseder occupe un poste d'enseignant à l'université des sciences appliquées de Sankt Pölten dans le département audio. Raffaseder est maître de conférences en technologie et design sonore depuis 2004, professeur et directeur de l'Institut de production médiatique depuis 2007 et responsable du master en technologies des médias numériques (anciennement télécommunications et médias) depuis 2009. Il est vice-recteur de 2010 à 2012 et succède à Barbara Schmid en tant que recteur de l'Université des sciences appliquées de Sankt Pölten de 2012 à 2014. Depuis 2014, il dirige le département pour la recherche et le transfert de connaissances.
Raffaseder est membre du conseil d'administration de la Société internationale pour la musique contemporaine, section Autriche depuis 2008.

## Expositions
Hannes Raffaseder a collaboré avec le Musikverein, le Konzerthaus de Vienne, la Brucknerhaus Linz, les festivals Hörgänge, Wien modern, Paul-Hofhaimer-Tagen, au Komponistenforum Mittersill, avec la Leighton House London, au festival dialogues à Édimborug, à la Dvořák-Saal de l'Orchestre philharmonique tchèque, avec la Philharmonie de Saint-Pétersbourg, aux festivals Sonorities Belfast, Licht-Klang-Festival transNATURALE, Cynetart, Musikfestival Steyr, Sirene Operntheater (de), etc.